# Luchthaven Kärdla
Luchthaven Kärdla is een regionale luchthaven in het westen van Estland, op het eiland Hiiumaa bij de plaats Kärdla. Het vliegveld werd geopend in 1963 waarna het in 1987 24.335 passagiers afhandelde in zijn piek, na de onafhankelijkheid van Estland zakte dit aantal naar 727 passagiers in 1995. Tegenwoordig doet het vliegveld het weer iets beter, in 2010 werden er 10.551 passagiers afgehandeld waarmee luchthaven Kärdla het op zeven na grootste vliegveld is, op basis van passagiersaantallen, in de Baltische staten.
Het grootste deel van het vliegveld ligt op het grondgebied van het dorp Hiiessaare, een klein deel op dat van Lõbembe. De stad Kärdla ligt 13 km ten westen van het vliegveld.

## Bestemmingen
| Maatschappij     | Land    | Bestemming |
| ---------------- | ------- | ---------- |
| TransaviaBaltica | Estland | Talinn     |

Deze enige lijndienst wordt uitgevoerd met een BAe Jetstream 31.